# Johannes Pesman
Johannes Alexander Pesman (Hoorn, 15 augustus 1903 – Heiloo, 11 februari 1978) was een Nederlandse burgemeester van diverse gemeenten in de provincie Noord-Holland. Hij was lid van de Volkspartij voor Vrijheid en Democratie (VVD).

## Leven en werk
Pesman werd in 1903 te Hoorn geboren als zoon van Jan Pesman en Louise Juliana van Zuijdam. Bij zijn benoeming in 1939 tot burgemeester van de toenmalige gemeente Koedijk was hij gemeenteambtenaar in Zandvoort. Hij bleef in Koedijk tot 1948, maar deze periode werd tijdens de Tweede Wereldoorlog anderhalf jaar onderbroken doordat hij op 7 januari 1944 met onmiddellijke ingang door de Duitse bezetter werd ontslagen. Van 1948 tot 1961 was hij burgemeester van de gemeente Beemster. Daarna tot aan zijn pensionering in 1968 was Pesman burgemeester van Heiloo. 
Pesman trouwde op 20 mei 1936 met J.H.J. van der Tak.